# Soul II Soul
Soul II Soul est un groupe de musique britannique. Formé à Londres en 1988, il est notamment connu pour les singles Keep On Movin' (en) (1989) et Back to Life (However Do You Want Me) (en) (1989). Ses membres sont Jazzie B (en), Caron Wheeler (en), Simon Law, Daddae et Nellee Hooper.
Le groupe a remporté deux Grammy Awards en 1990 : le Grammy Award de la meilleure prestation R&B par un duo ou un groupe avec chant et le Grammy Award de la meilleure prestation R&B instrumentale (en).

## Discographie
- Club Classics Vol. One (1989)
- Vol. II: 1990 – A New Decade (1990)
- Volume III Just Right (1992)
- Volume IV The Classic Singles 88-93 (1993) (Compilation)
- Volume V Believe (1995)
- Time for Change (1997)
- The.Club.Mix.Hits (1998) (Compilation)
- Back to Life: The Collection (2015) (Compilation)